# Richard Paulson
Ulf Richard Henschen Paulson, född 23 maj 1966 i Rytterne, är en svensk filmproducent och manusförfattare. 

## Producent
- 2004 – Kyrkogårdsön (även manus och roll)
- 2013 – Den som söker